# Alchemilla argutiserrata
Alchemilla argutiserrata es una especie de planta del género Alchemilla, perteneciente a la familia Rosaceae.

## Taxonomía
Alchemilla argutiserrata fue descrita por H. Lindb. ex Juz. en 1932.

## Distribución
Se encuentra en el territorio este de Europa hasta Mongolia.